# Арнолд Уескър
Арнолд Уескър (на английски: Arnold Wesker) е английски журналист, плодовит драматург, поет и писател на вдъхновяващи произведения в жанра драма, лирика, детска литература и документалистика. Автор е на 50 пиеси, които преведени на 20 езика и са изпълнявани по целия свят. Известен е с приноса си към драматичния жанр, наречен „драма за кухненска мивка“.

## Биография и творчество
Арнолд Уескър е роден на 24 май 1932 г. в историческия квартал Степни на Лондон, Англия, в еврейското семейството на Джоузеф Уескър, машинист и активен комунист, и Сесил Перлмутер, готвачка. Учи в еврейско училище в Уайтчапъл. По време на Втората световна война и постоянните евакуации учи на различни места, освен в Лондон, и в Или и Лантрисант. От 1950 г. служи две години в Кралските военновъздушни сили. След демобилизацията работи като готвач, производител на мебели и продавач на книги. Спестява достатъчно и следва в Лондонското филмово училище.
Първата му пиеса „Кухнята“ (The Kitchen) е поставена през 1957 г. и е вдъхновена от времето, когато е работил в хотел The Bell в Норич.
Трите му пиеси „Пилешка супа с ечемик“ (Chicken Soup with Barley), „Корени“ (Roots) и „Говоря за Йерусалим“ (I'm Talking About Jerusalem), съставляващи трилогията на Уескър за живота на работническата класа, са представени за първи път в „Белгрейд Тиатър“ в Ковънтри между 1958 и 1960 г.
През 1961 г. има водеща роля в Комитета на демонстрациите на 100-те срещу използването на ядрено оръжие. Заедно с Бертран Ръсел и други е осъден на един месец затвор. Става художествен ръководител на „Център 42“, културно движение за популяризиране на изкуствата. Част е от поколението „Сърдитите млади хора“.
Следват успешните му пиеси „Пържени картофи с всичко“ (Chips with Everything), „Техният собствен и златен град“ (Their Very Own and Golden City), „Приятелите“ (The Friends), „Каритас“ (Caritas), „Дива пролет“ (Wild Spring) и др.
Пиесите му се занимават с теми, включително самооткриване, любов, изправяне пред смъртта и политическо разочарование. Режисирал е постановки на пиесите си в Хавана, Стокхолм, Мюнхен, Орхус, Лондон, Осло, университетите Мадисън и Денисън (САЩ) и Рим.
Председател е на Британския център на Международния театрален институт в периода 1978 – 1982 г. и председател на Международния комитет на драматурга в периода 1979 – 1983 г.
Получава почетната степен „доктор хонорис кауза“ по литература от Университета на Източна Англия (1989), от Лондонския университет „Кралица Мери“ (1995) и от университета в Денисън, Охайо (1997). Удостоен е с рицарско звание през 2006 г.
Докато работи в Норич, се запознава и с бъдещата си съпруга Дорийн Бискър, за която се жени през 1958 г. Имат три деца – Линдзи, Таня и Даниел. Дорийн умира през 2012 г. Има и друга дъщеря – Елза, с шведската журналистка, Диса Хастад.
Арнолд Уескър умира на 12 април 2016 г. в Брайтън.

## Произведения

### Самостоятелни романи
- Honey (2005)

### Пиеси
- The Kitchen (1957)
- Chicken Soup with Barley (1958)
- Roots (1959)
- I'm Talking About Jerusalem (1960)
- Menace (1961)
- The Nottingham Captain (1962)
- Chips with Everything (1962)
- The Four Seasons (1965)
- Their Very Own and Golden City (1966)
- Fears of Fragmentation (1970)
- The Friends (1970)
- The Journalists (1972)
- The Old Ones (1973)
- Say Goodbye, You May Never See Them Again (1974)
- The Wedding Feast (1974)
- The Merchant (1976)
- One More Ride On The Merry-Go-Round (1978)
- Phoenix (1980)
- Voices on the Wind (1980)
- Caritas (1981)
- Breakfast (1981)
- Sullied Hand (1981)
- Four Portraits – Of Mothers (1982)
- Annie Wobbler (1982)
- Yardsale (1983)
- Distinctions (1985)
- Wild Spring (1994)
- Break, My Heart (1997)
- The King's Daughters (1998)
- Longitude (2006)
- Groupie (2011)
- Joy and Tyranny (2011)

### Сборници
- Six Sundays in January (1971)
- The King's Daughters ()
- Love Letters on Blue Paper (1976)
- Said the Old Man to the Young Man (1978)
- Fatlips (1978)

### Документалистика
- Fears of Fragmentation (1971)
- Say Goodbye You May Never See Them Again (1974)
- Words as Definitions of Experience (1976)
- Journey into Journalism (1977)
- Distinctions (1985) – сборник есета
- The Dusty Wesker Cook Book (1987)
- As Much As I Dare (1994) – автобиография
- The Birth of Shylock and the Death of Zero Mostel (1997)
- On Theatre (2010) – сборник есета
- Ambivalences (2011)

## Книги за Арнолд Уескър
- Arnold Wesker – The Playwright (1982) – от Гленда Лейминг
- File on Wesker (1985) – от Гленда Лейминг
- Understanding Arnold Wesker (1991) – от Робърт Уилчър
- Arnold Wesker Revisited (1995) – от Рийд Дорнан
- Arnold Wesker: A Casebook (1998) – от Рийд Дорнън
- Ambivalences (2011) – от Киара Черногоро